# طالب عمران
'طالب عمران مواليد طرطوس 1948. أحد رواد الخيال العلمي العرب الأوائل الذي أخلص لهذا النوع من الأدب .

## شهاداته ومناصبه
- دكتوراه في الهندسة التفاضليّة والفلك - جامعة عليكرة  – الهند..
- دكتوراه في كليّة الهندسة المدنيّة – جامعة دمشق
- عضو اتحاد الكتاب العرب منذ عام 1980.
- عضو اتحاد الصحفيين العرب منذ عام1978
- عضو الجمعيّة السوريّة لتاريخ العلوم منذ عام 1989.
- مدير ورئيس تحرير مجلّة المعلّم العربي من عام 2005 حتّى 2009.
- أسّس وأدار الفضائيّة التربويّة السوريّة منذ عام 2007 حيث بدأت البثّ
- عمل كأستاذ جامعي في: الجزائر، الهند، سلطنة عمان
- أسّس مجلّة الخيال العلمي التي تصدر عن وزارة الثقافة ويرأس تحريرها منذ  عام 2008 حتّى الآن .
- رئيس رابطة «كتّاب الخيال العلمي العرب» التي أسست في حزيران –يونيو 2007.

- أسّس  وترأس تحرير مجلّة الأدب العلمي التي تصدر عن جامعة دمشق وهي مجلّة علميّة ثقافيّة شهريّة
- له نشاطات إعلاميّة عديدة في الصحافة المقروءة في صحف ومجلاّت  عربيّة ( سوريّة ولبنانيّة ومصريّة وتونسيّة وليبيّة ... ) حيث كتب العديد من المقالات الأدبيّة والإستراتيجيّة والعلميّة وأدب الرحلات.[1]

## أبحاثه
نشر العديد من الأبحاث في اختصاصه العلمي :
RESEARCH PAPERS:
1)	Almost product structures (Aligarh.Bull.Maths 11-12) 1984.
2)	 Lifts of structures on Manifolds (publication of the Mathematics Institute Beograd Yougoslavia 1984)
3)	Almost product structures in principal fibre bundles over almost paracontract manifolds (Journal of University of Kuwait 1989)
4)	Lifts of structures from a manifolds to its contangent bundles (Journal of A.M.U Bull. Math 26) 1990
5)	Prolongation of structures to the tangent bundles (Damascus University Science 1992
6) Almost product structure on manifolds (XXI the week of Science University of Tishreen Nov. 1992)
7) F-Structures in Manifolds (Maths. Bull. 18 - 1996 B.H.U) INDIA)
8) Structures on f-Manifolds and its Catangent Bundles (Journal of Damascus University Dec 2002)

## أعماله في التلفزيون
- آفاق علميّة
- خلق الله
- علوم العرب
- حكايات من المجهول
- قصص من الخيال العلمي
- الصوت والصدى
- شمس العرب
- الكوارث
- الكون يكشف أسراره
- حضارة العرب
- الكون من حولنا
- حكايات عن وقائع غير مألوفة
- ظواهر مدهشة
- أمواج المدّ البحري

## أعماله في الإذاعة
- في إذاعة دمشق: ظواهر مدهشة، حكايات من المجهول.
- في إذاعة سلطنة عمان: قصص عن وقائع غير مألوفة.

## مؤلفاته

### دراسات
- العالم من حولنا ( وزارة الثقافة دمشق 1976)
- نافذة على كوكب الحياة ( وزارة الثقافة – دمشق 1980)
- في الخيال العلمي ( ابن رشد – بيروت ,1980 )
- في العلم والخيال العلمي ( وزاي – الهيئة العامّة للكتاب –وزارة الثقافة – دمشق 2014
- القدرات الخارقة –استخدم طاقاتك الكامنة ( دار الحياة – القاهرة – مصر- يناير –ك2 – 2014)
- الشمس وكواكبها  ( وزارة الثقافة – هيئة الكتاب 2015)
- صنّاع الحضارة ( محطات في التراث العلمي – الكتاب الشهري جامعة دمشق 2016)

### قصص وروايات من الخيال العلمي
- ضوء في الدائرة المعتمة (اتحاد الكتاب العرب – دمشق 1980 )
- أسرار من مدينة الحكمة (اتحاد الكتاب العرب – دمشق 1988 ).. ( \ط2- دار الفكر – دمشق 2009) ترجم إلى الإنكليزيّة –عام 1997ونشر في الهند –نيودلهي )
- تلك الليلة الماطرة (اتحاد الكتاب العرب – دمشق 1991 )
- مساحات للظلمة  ( وزارة الثقافة – دمشق 1992
- السبات الجليدي  ( اتحاد الكتاب العرب – دمشق – 1992 )
- ثقب في جدار الزمن ( الهيئة المصريّة العامّة للكتاب – القاهرة 1992 ) - (ط2- دار الفكر 2009)
- خفايا النفس البشريّة ( دار الكاتب العربي – دمشق 1994 )
- الخروج من الجحيم ( وزارة الثقافة – دمشق 1995 )- (ط2- دار الفكر 2009)
- بئر العتمة   ( دار علا – دمشق 1996 )
- الذي أرعب القرية الآمنة ( وزارة الثقافة – دمشق 1996 )
- شحنة الدماغ ( اتحاد الكتاّب العرب – دمشق 1997 )
- النفق ( دار الفكر –دمشق – 2000) ط4 ( 2006 )
- ابن الغابة ( دار الفكر – دمشق 2000) ط4 ( 2006 )
- بوابة خان الخليلي ( دار الفكر – دمشق 2000) ط4 ( 2006 )
- زمن القبعات المنتفخة والألسن الطويلة ( دار الفكر المعاصر-  بيروت 2000) ط4 ( 2006 )
- شفافيّة أشبه بالصدى ( دار الفكر – دمشق 2000) ط4 (2006 )
- التحوّل الكبير ( دار الفكر – دمشق 2000) ط3( 2006)
- الأصابع السحريّة ( دار الفكر – دمشق 2002) ط3 ( 2006)
- الظلال الأخرى ( دار الفكر – دمشق 2002 ) ط3 ( 2006)
- امرأة من عالم مختلف ( دار الفكر – دمشق 2002 ) ط3 (2006)
- طيور وسط النيران  ( دار الفكر المعاصر – بيروت 2002 ) ط3 (2006 )
- البحث عن عوالم أخرى ( دار الفكر – دمشق 2002 )ط3(2006)
- أمومة لا تعرف اليأس ( دار الفكر – دمشق 2004 )  ط2(2006)
- طيور الليل ( دار الفكر – دمشق 2004)ط2(2006)
- ملامح من الفوضى القادمة ( وزارة الثقافة – دمشق 2005 )
- جزيرة الموت ( قصص – اتحاد الكتّاب العرب – دمشق 2007) ترجمت إلى الفارسيّة عام 2009
- أسرار الكائنات المضيئة ( قصص - دار الفكر – دمشق 2009)
- بيوض الأفاعي (قصص – اتحاد الكتّاب العرب – دمشق 2011)
- العابرون خلف الشمس ( اتحاد الكتّاب العرب – دمشق 1979 )
- ليس في القمر فقراء ( اتحاد الكتّاب العرب – دمشق 1983- دار الفكر 1997) ط3 (2001) ط4 (2004) ط5 (2006)
- خلف حاجز الزمن ( اتحاد الكتّاب العرب – دمشق 1985 )
- مدينة خارج الزمن ( اتحاد الكتّاب العرب – دمشق 1996 )
- عوالم من الأمساخ ( دار الفكر – دمشق – 1997 )ط4 (2006)
- رجل من القارّة المفقودة ( دار الفكر – دمشق – 1997 ) ط4(2006)
- فضاء واسع كالحلم ( دار الفكر – دمشق – 1997 )ط4 ( 2006)
- البعد الخامس ( اتحاد الكتّاب العرب – دمشق 1998 )
- الزمن الصعب ( دار الفكر دمشق – 1999 ) ط4 ( 2006 )
- رواد الكوكب الأحمر ( دار الفكر – دمشق  1999 ) ط4 ( 2006)
- أحزان السندباد ( اتحاد الكتّاب العرب – دمشق 2002 )
- الأزمان المظلمة ( دار الفكر – دمشق 2003 )ط4 ( 2010) ترجمت إلى الفرنسيّة  2009 وإلى الفارسيّة 2013..
- في كوكب شبيه بالأرض ( دار الفكر – دمشق 2004 )ط2 (2006)
- مثلّث الأسرار ( دار الفكر – دمشق 2004 )ط2 ( 2006 )
- البدائل المذهلة ( دار الفكر – دمشق 2004 ) ط2(2006)
- الفتية الأغرار وأسفار الكشف ( اتحاد الكتّاب العرب – دمشق 2005 )
- مزون (الجدّة والحفيد ) ( دار الفكر – دمشق 2005 ) ط2( 2007)
- مزون (أنفاق الأزمنة المقبلة ) ( دار الفكر-دمشق 2007)
- دوامات الخوف ( دار الفكر – دمشق 2009)
- أهل الكهف ( دار الكهف – دمشق 2009)
- الجاحظ وعلم التصنيف الحيواني ( وزارة الثقافة – هيئة الكتاب 2014 )
- مدينة الخلاص – من مسرح الخيال العلمي(هيئة الكتاب - وزارة الثقافة 2014)
- بدء السنوات العجاف ( قصص- وزارة الثقافة 2015)
- الضباع الضاحكة ( قصص – وزارة الثقافة 2015)
- دوائر المحن ( قصص- الكتاب الشهري – جامعة دمشق 2015)
- حين تبكي الألواح ( قصص – هيئة الكتاب 2016)
- حصاد السموم ( قصص – وزارة الثقافة – 2016)
- سارقو الأحلام (قصص- وزارة الثقافة – 2017 )
- مزون  ( سيرة الزمن القادم ) ( دار الفكر- دمشق -  يناير – ك2 2015)
- نداءات الأرض ( الكتاب الشهري – جامعة دمشق – فبراير- شباط 2015 )
- دوائر الرعب ( دار نوفا – الكويت ) - آب – 2015
- أنفاق الأزمنة ( الكتاب الشهري – جامعة دمشق – 2016)
- ضباب القلوب (دار عقل – دمشق 2017 )
- ممرّات الرعب ( دار عقل – دمشق 2017 )
- سيدة القصر ( دار عقل – دمشق 2017 )
- من خفايا الحياة ( اتحاد الكتاب العرب – دمشق 2017)
- مزون الجزء الثالث ( الكتاب الشهري – جامعة دمشق 2018)
- ما وراء المكان (دار نوفا الكويت – 2018 )

## المراجـع
1. ↑  موقع دمشق - د. "طالب عمران".. الخيال العلمي وقراءة المستقبل نسخة محفوظة 18 أكتوبر 2018 على موقع واي باك مشين.